# كأس فيتنام 1999–20
كأس فيتنام 1999–20 هو موسم من كأس فيتنام. فاز فيه نادي هوشي منه سيتي.